# Der Baader Meinhof Komplex
Der Baader Meinhof Komplex är en tysk action-/dramafilm från 2008 i regi av Uli Edel, om den västtyska terrororganisationen Röda armé-fraktionen. I huvudrollerna ses Moritz Bleibtreu, Martina Gedeck och Johanna Wokalek. Filmen är baserad på boken med samma titel av Stefan Aust. Tyngdpunkten i handlingen ligger på händelser mellan 1967 och 1977.

## Handling
Journalisten Ulrike Meinhof (spelad av Martina Gedeck) är känd i hela Västtyskland som en radikal, frispråkig och engagerad samhällskritiker. Privat lever hon dock ett stilla borgerligt liv med man och två barn i Hamburg.
Efter att ha skilt sig och flyttat till Västberlin blir hon bekant med de militanta vänsteraktivisterna Andreas Baader (Moritz Bleibtreu) och Gudrun Ensslin (Johanna Wokalek). I takt med att det politiska klimatet hårdnar i Västtyskland beslutar de sig för att ta till vapen och börjar genomföra väpnade aktioner under beteckningen Röda armé-fraktionen.
Snart har de spridit skräck i landet med bombattentat, kidnappningar och bankrån. Den västtyska polisen, med spaningsledaren Horst Herold (Bruno Ganz) i spetsen, är dem dock i hälarna.

## Medverkande (i urval)
| Martina Gedeck        | – Ulrike Meinhof     |
| Moritz Bleibtreu      | – Andreas Baader     |
| Johanna Wokalek       | – Gudrun Ensslin     |
| Bruno Ganz            | – Horst Herold       |
| Stipe Erceg           | – Holger Meins       |
| Jan Josef Liefers     | – Peter Homann       |
| Alexandra Maria Lara  | – Petra Schelm       |
| Nadja Uhl             | – Brigitte Mohnhaupt |
| Simon Licht           | – Horst Mahler       |
| Hannah Herzsprung     | – Susanne Albrecht   |
| Vinzenz Kiefer        | – Peter-Jürgen Boock |
| Daniel Lommatzsch     | – Christian Klar     |
| Niels-Bruno Schmidt   | – Jan-Carl Raspe     |
| Katherina Wackernagel | – Astrid Proll       |
| Annika Kuhl           | – Irmgard Möller     |
| Volker Bruch          | – Stefan Aust        |

## Om filmen
Filmen började spelas in i augusti 2007 med inspelningsplatser i Berlin, München, Stammheimfängelset, Rom och Marocko. Filmen släpptes i Tyskland 25 september 2008 och hade svensk premiär 17 oktober 2008. Den var nominerad till en Oscar för bästa utländska film vid Oscarsgalan 2009.

## Kritikermottagande
Dagens Nyheters Johan Croneman gav filmen 4 i betyg. Croneman tycker skådespeleriet är på en hög nivå ("femstjärnigt"). Croneman tycker att regissören Edel lyckas med det mesta i filmen och att den effektivt skissar upp den tidens politiska stämningar.
Aftonbladets Jan-Olov Andersson gav filmen fyra plus. Han ser den som "ett intressant och fascinerande porträtt". Hans slutomdömde löd: "Ett intressant och fascinerande porträtt av ett gäng naiva radikaler vars drömmar spårade ur och blev till besinningslöst våld."
I Sydsvenska Dagbladet gav Jan Aghed filmen 2 av 5 i betyg i sin recension, vilket motiveras med att filmen saknar "såväl utforskning och nyansering som ironierna och offerperspektivet. Med tyngden lagd på spektakulära, sensationsladdade rekonstruktioner av våldsdåden till hetsande musik". Han kallar den "en gangsterfilm från höger" och avslutar sin recension med att "filmen lever inte upp till kriterierna för en seriös, sanningspräglad våldsskildring".
I Göteborgs-Posten gav Maria Domellöf-Wik också filmen betyget 2 av 5 och skriver att den "är redovisande till sin karaktär och blir tröttsamt faktaspäckad. Vi hastar mellan olika orter och historiskt kända händelser utan tid till fördjupning och reflektion".